# 松本紹圭
松本 紹圭（まつもと しょうけい、本名：松本圭介、1979年6月25日 - ）は、日本の東京神谷町・光明寺僧侶。武蔵野大学客員教授。「未来の住職塾」塾長。「世界経済フォーラム（ダボス会議）」Young Global Leader（2013〜）及び Global Future Council Member（2019）。
自らの寺は持たず、Post-religion時代における現代仏教の可能性を追求する「ひじり」的僧侶。

## 略歴
1979年、北海道小樽市生まれ。北海道小樽潮陵高等学校、東京大学文学部思想文化学科哲学専修課程卒。2011年インド商科大学院（ISB）にてMBA取得。
大学卒業後、東京神谷町の光明寺（浄土真宗本願寺派）にて仏道に入る。光明寺テラスでの「テンプルカフェ」や、本堂での音楽LIVEイベント「誰そ彼（たそがれ）」、お寺の朝掃除の会「テンプルモーニング」を主宰し、信仰や所属に関係なく、お寺を人々の居場所や集いの場、そしてよき習慣の場としてひらく。その他、オンライン寺院「彼岸寺」（higan.net）の立ち上げの他、MBA取得後の2012年には住職向けのお寺経営塾「未来の住職塾」を開講し、700名以上の宗派や地域を超えた宗教者の卒業生を送り出している（2021年現在）。
2500年を経て受け継がれる仏法の智慧を現代に照らし、あらゆるボーダーを超える幅広い活動、発信を行う。
日々の執筆はnoteマガジン「松本紹圭の方丈庵」、音による配信はpodcast「テンプルモーニングラジオ」にて。

## 著書

### 単著
- 『おぼうさん、はじめました』（ダイヤモンド社｜2005）
- 『「こころの静寂」を手に入れる37の方法』（すばる舎｜2009）
- 『東大卒僧侶の「お坊さん革命」』（講談社・講談社+α新書｜2010）
- 『お坊さんが教えるこころが整う掃除の本』（ディスカヴァー・トゥエンティワン｜2011）
- 『脱「臆病」入門』（すばる舎｜2012）
- 『東大卒僧侶の「お坊さん革命」』 （講談社＋α新書｜2014）
- 『こころを磨くSOJIの習慣』（ディスカヴァー・トゥエンティワン｜2019）
- 『こころのお掃除 1日1掃』（三笠書房｜2021）

### 共著
- 『お寺の教科書：未来の住職塾が開く、これからのお寺の100年』（徳間書店｜2013）
- 『じぶんの学びの見つけ方』（フィルムアート社｜2014）
- 『人生が変わる! 無意識の整え方 - 身体も心も運命もなぜかうまく動きだす30の習慣』（ワニブックス｜2016）
- 『地域とともに未来をひらく　お寺という場のつくりかた』（学芸出版社｜2019）
- 『トランジション〜何があっても生きていける方法〜』（春秋社｜2019）
- 『みんなに喜ばれるお寺33実践集　ーこれからの寺院コンセプト』（興山舎｜2021）

### 邦訳書
- 『グッド・アンセスター わたしたちは「よき祖先」になれるか』（ローマン・クルツナリック、あすなろ書房｜2021）

## 講談・講演
- 2021　PLANETS（宇野常寛 編集）「遅いインターネット会議」

- 2020
  - House of Beautiful Business「The Great Wave」
  - 株式会社NTTドコモ「バーチャル展示会」パネルディスカッション）登壇

- 2019　世界経済フォーラム Network of Global Future Councils Global Future Council on Japanメンバーとしてドバイセッションに参加

- 2018
  - NPO法人Japan Society「Book TALK」
  - NEC株式会社「マネジメントフォーラムin京都」

## TV出演
- 『魂のタキ火』NHK 2020年10月6日(初回放送)[2]